# Wim Vangrootloon
Wim Vangrootloon (1974) is een Vlaamse radiomaker. Hij is actief bij de openbare omroep VRT, bij Klara.
Wim Vangrootloon was lid van de redactie van het bekende programma Titaantjes. Later werd hij reporter voor Piazza, met onder meer een reportage waar hij één week dakloze was onder de daklozen. Daarna kreeg Vangrootloon opdrachten voor programma's als Alaska en Stories. Hij kreeg veel media-aandacht voor zijn interviews, onder meer voor een interview met Herman de Coninck.
In 2006 creëerde en regisseerde hij voor Alaska een luisterspel, De Lifter, met de stemmen van onder andere Vic De Wachter en Hilde Uitterlinden.
Op 1 april 2008 werkt hij mee aan de reportage Veltem, de zendmast, een 1 april grap die nadien nog een nominatie voor de Prix Europa kreeg in de categorie Radiodocumentaire.
Zijn reportage Phara voor Alaska, waarin hij Phara de Aguirre laat vertellen over haar ervaringen met borstkanker, werd in 2008 gelauwerd met de Dexia Persprijs in de categorie Radio. Tijdens het Wereld Audio Festival van de Nederlandse Radio 1 werd Wim Vangrootloon gelauwerd voor een bijdrage uit zijn programma Stories, getiteld Sugar Jackson loopt verloren.